# Caballero de Anglia

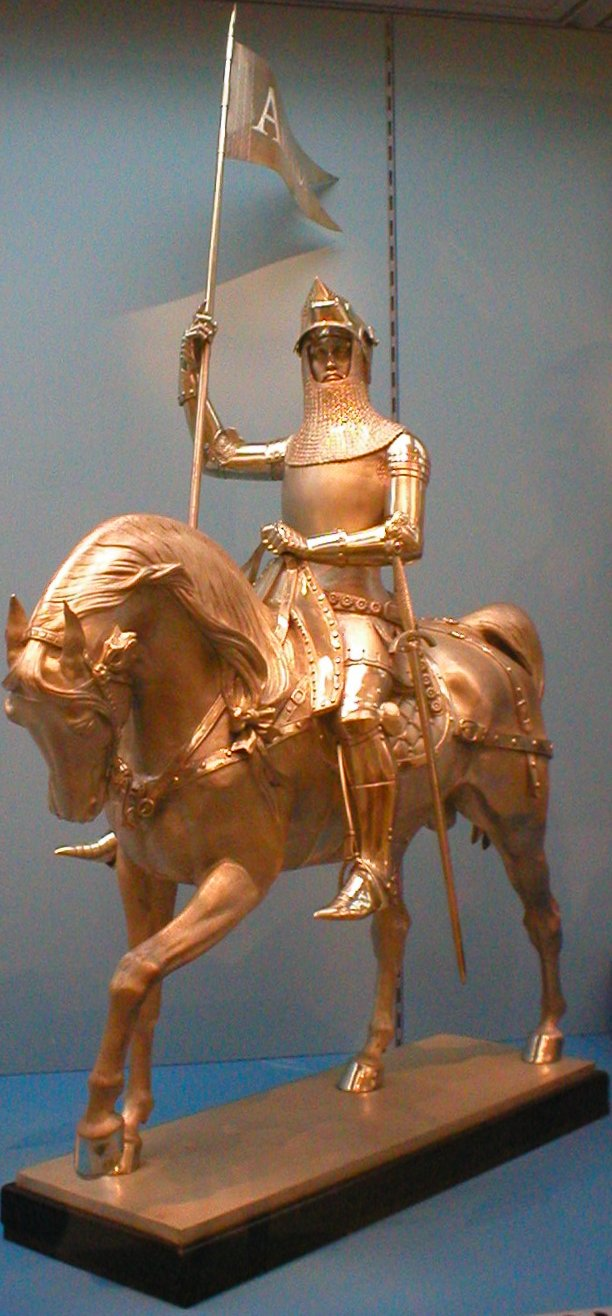
El Caballero de Anglia

El Caballero de Anglia es un trofeo de plata esterlina que era originalmente encargado por Guillermo III de los Países Bajos en 1850 para el Club Falcon, una sociedad que se ha conocido una vez por año para competir en carreras caballares, cetrería y otros deportes. El trofeo pesa encima 700 onzas troy (22 kg, 48 lbs) y es modelado en la estatua de Ricardo I fuera del Palacio de Westminster, pero estuvo pretendido para representar el Príncipe Negro.
Posiblemente su uso famoso fue como el símbolo de Anglia Televisión, el canal de ITV para el Este de Inglaterra, lanzado en 1959 hasta 1988. Poco antes de que la cadena fuera lanzada, su presidente, Lord Townshend, compró el trofeo en la joyería de Bond Street, Asprey & Co., y lo adquirió casi de inmediato; Asprey posteriormente añadió la bandera de Anglia al lance. Después de 1988, se hace unas breves reapariciones en 1999 y 2009 para celebrar su 40.º y 50.º aniversario respectivamente.
El trofeo es normalmente mostrado en la sala de recepción en Norwich. Es prestada al Museo de Norwich en el Bridewell, y es exhibida hasta el 5 de octubre de 2019 cuando es parte de una exposición que celebra a Norwich en sus 59 años.